# Monastero di Yuste

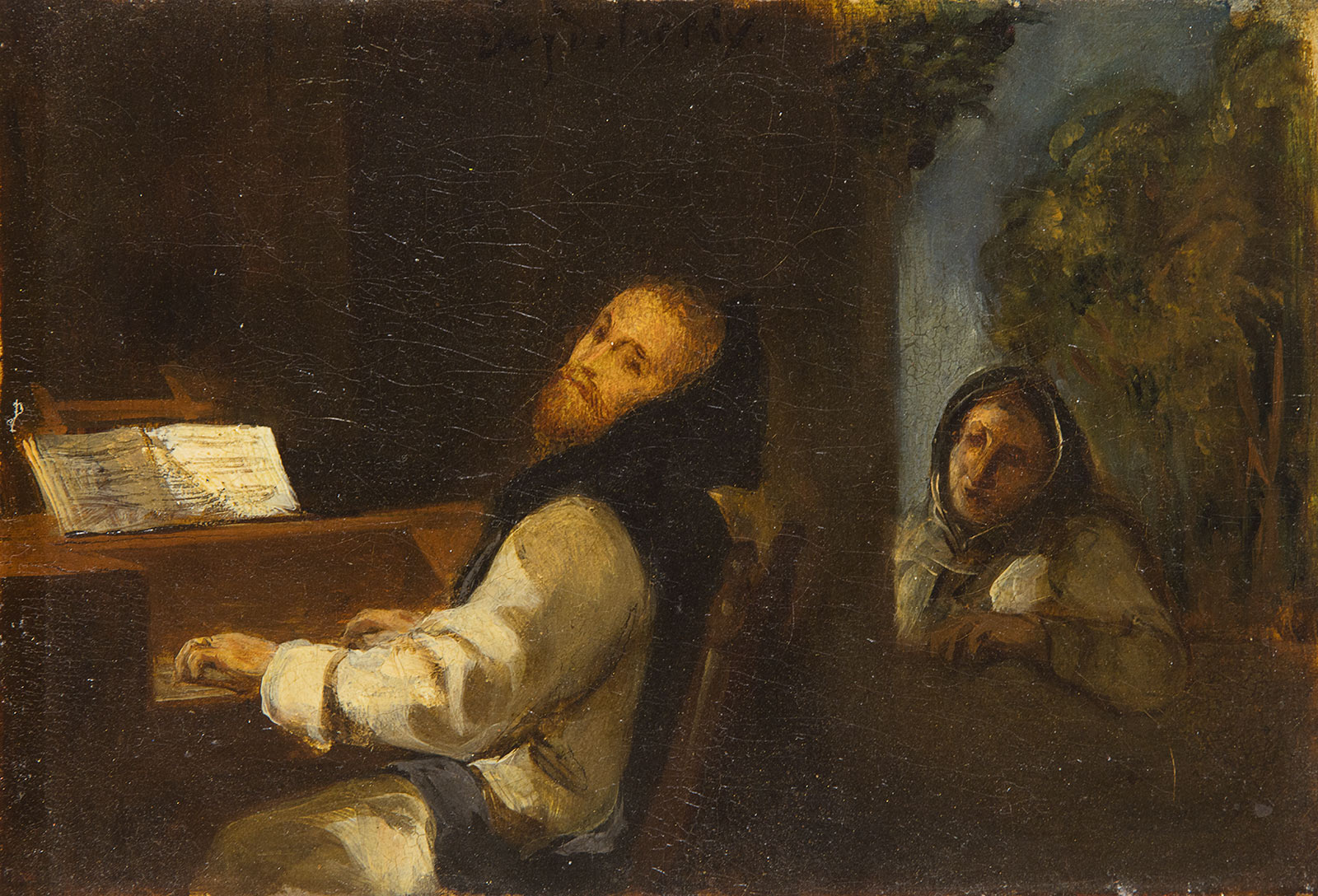
Carlo V a Yuste

Il monastero di Yuste è un monastero nel piccolo villaggio ora chiamato Cuacos de Yuste (anticamente San Yuste o San Just) nella provincia di Cáceres nella comunità autonoma di Estremadura in Spagna. Il monastero fu fondato dai monaci del Ordine di San Gerolamo nel 1402.
Nel 1556 Carlo V, imperatore del Sacro Romano Impero si ritirò nel monastero di Yuste, vicino Cuacos de Yuste, dopo aver abdicato alla corona spagnola in favore del figlio Filippo II di Spagna e la corona del Sacro Romano Impero in favore del fratello Ferdinando I. Aveva intenzione di dedicare il resto della sua vita alla preghiera in questo monastero piuttosto fuori mano e oscuro. Tuttavia il monastero avrebbe dovuto essere ampliato nello stesso anno per fare spazio per l'imperatore e per i 50 o 60 membri del suo entourage.
Di volta in volta, personaggi noti, tra cui il suo figlio illegittimo Giovanni d'Austria, così come il suo erede Filippo II di Spagna, visitarono l'imperatore in pensione. Una visita fittizia di Don Carlos, principe delle Asturie e di altri personaggi offre l'ambiente al chiaro di luna per l'ultimo atto dell'opera di Giuseppe Verdi Don Carlo. Carlo V morì il 21 settembre 1558. Fu sepolto nella chiesa del monastero, anche se i suoi resti furono successivamente trasferiti al Monastero dell'Escorial.
Durante la guerra d'indipendenza spagnola il monastero fu raso al suolo. Fu lasciato in rovina fino al 1949, quando il governo spagnolo lo restaurò per volere di Francisco Franco.
La zona intorno Yuste, la Valle del Jerte, ora è destinazione di ecoturismo. I turisti possono visitare il monastero, compresi gli appartamenti dell'imperatore. La valle è anche nota per i suoi alberi di ciliegio e la bellezza del paesaggio circostante.
Il monastero è attualmente abitato dai monaci di San Paolo primo eremita.